# リーヴァイ・ダグラス
リーヴァイ・ダグラス（Levi Douglas、1995年9月1日 - ）は、プロD2、ビアリッツ・オランピックに所属するラグビーユニオン選手。

## プロフィール
- イングランドグリニッジ出身。
- ポジションはロック(LO)、ナンバーエイト(No8)。
- 身長: 195 cm、体重: 130 kg

## 略歴
バース、ロンドン・スコティッシュFC、ワスプス、RCトゥーロン、FCグルノーブルを経て、2023年8月、浦安D-Rocksに加入する事が発表された。同年12月16日に行われたJAPAN RUGBY LEAGUE ONE第2節九州電力キューデンヴォルテクス戦にて途中出場で日本での公式戦初出場を果たした。
2024年、ビアリッツ・オランピックに加入。